# El extraño retorno de Diana Salazar (serie de televisión)
El extraño retorno de Diana Salazar es una serie de televisión por internet mexicana de misterio y suspenso dramático producida por W Studios para TelevisaUnivision en el 2024. La serie está basada en la telenovela homónima de 1988 creada por Mario Cruz, siendo adaptada por Esther Feldman y Marisel Lloberas. Se lanzó a través de Vix desde el 17 de mayo de 2024. La serie fue renovada para una segunda temporada, la cual está previsto estrenarse el 17 de enero de 2025.
Está protagonizada por Angelique Boyer, Sebastián Rulli, Arap Bethke y Cassandra Sánchez Navarro, junto a un reparto coral.

## Reparto
Una lista completa del reparto confirmado se publicó el 22 de agosto de 2023, a través de la página web oficial de prensa de TelevisaUnivision.

### Principales
- Angelique Boyer como Diana Salazar / Leonor de Santiago
- Sebastián Rulli como Mario Villarreal / Eduardo Carvajal
- Arap Bethke como Joaquín Núñez / Lucas Treviño
- Cassandra Sánchez Navarro como Irene Vallejo / Inés Betancourt
- Lorena Graniewicz como Malena Salazar
  - Farah Cardell interpretó a Malena de niña
- Erick Chapa como Gael
- Sergio Mur como Gonzalo

### Recurrentes e invitados especiales
- Rubén Sanz como el Fray Rodrigo
- Eduardo Victoria como Gustavo
- Paola Toyos como Ana
- Sergio Jurado como Mayol
- Iván Tamayo como San Telmo
- Axel Alcántara como Rolando
- Lorena Sevilla como Reyna
- Pamela Reul como Gaby
- Teresa Peragui como Mariana
- Amhed García como Xavier
- Paola Dives como Fabiola
- Sergio Reynoso como Emiliano
  - Paco Rosado interpretó a Emiliano de joven
- Vanessa Saba como Aurelia
- Henry Zakka como Otálora
- Yael Albores como Raquel
- Mónica Dionne como Delfina
  - Rocío de Santiago as interpretó a Delfina de joven
- Emoé de la Parra como la Hermana Beatriz
- Laura Vignatti como Ofelia

## Episodios
| N.º | Título                     | Fecha de lanzamiento original |
| --- | -------------------------- | ----------------------------- |
| 1 | «Encuentros»               | 17 de mayo de 2024            |
| Cuando el Dr. Mario Villarreal pisa la Ciudad de México por primera vez en su vida, un suceso extraordinario parece despertar una conexión sobrenatural tanto en él como en Diana Salazar y en Joaquín Núñez. |                            |                               |
| 2 | «Confesiones»              | 17 de mayo de 2024            |
| Mario y Diana siguen confrontados, pero Diana empieza a bajar sus barreras. Irene intenta conquistar a Mario. Diana tiene una visión inquietante.                                                             |                            |                               |
| 3 | «La llamada»               | 17 de mayo de 2024            |
| Un recuerdo de la niñez perturba a Diana y visita a su madre en Zacatecas junto con Malena. Su madre les revela un secreto que marcará a Diana para siempre.                                                  |                            |                               |
| 4 | «Camino sin retorno»       | 17 de mayo de 2024            |
| Un eclipse lunar lleva a Diana y Mario a tener un acercamiento inesperado. Diana le pide a Joaquín que la ayude a encontrar a su padre.                                                                       |                            |                               |
| 5 | «Almas viejas»             | 17 de mayo de 2024            |
| Diana conoce a su padre, quien responde algunas de sus inquietudes. El acercamiento entre Mario y Diana llega a un punto muy alto, pero también la atracción con Joaquín.                                     |                            |                               |
| 6 | «Entre temblores»          | 17 de mayo de 2024            |
| Diana, Joaquín y Mario se encuentran juntos en Zacatecas y la tensión aumenta. Diana descubre el lugar en el que Eduardo y Leonor consumaron su amor. Gonzalo tiene un acercamiento inesperado con Malena.    |                            |                               |
| 7 | «¿Verdad o locura?»        | 17 de mayo de 2024            |
| Diana decide abrir su pasado con Mario. La competencia entre ella e Irene; y entre Mario y Joaquín, alcanza nuevos niveles de tensión.                                                                        |                            |                               |
| 8 | «El vientre de la ballena» | 17 de mayo de 2024            |
| Diana y Mario tienen un desencuentro que la acerca hacia Joaquín. Irene sufre una pérdida y se refugia en Mario. Diana descubre algo que lo cambiará todo.                                                    |                            |                               |

## Producción

### Desarrollo
El 17 de mayo de 2023, la serie fue anunciada a través del evento up-front de TelevisaUnivision para la programación de la temporada 2023–24. El julio de 2023, se realizó la primera lectura de libretos con el equipo de reparto. El rodaje de la serie inició el 17 de agosto de 2023, y finalizó el 16 de diciembre del mismo año.

### Selección de reparto
En mayo de 2023, Angelique Boyer y Sebastián Rulli fueron confirmados y presentados para llevar a cabo los roles principales. En julio de 2023, se anunció la integración al reparto de Arap Bethke y Cassandra Sánchez Navarro. En agosto de 2023, el resto del reparto fue confirmado a través de un comunicado de prensa.